# Большесторонская волость
Большесторонская во́лость — волость в составе Каргопольского уезда Олонецкой губернии.

## Общие сведения
Волостное правление располагалось в селении Сторона большая (Шалякушский погост, Шалякушка).
В состав волости входили сельские общества, включающие 31 деревню:
- Веральское общество
- Лелемское общество
- Лепшинское общество
- Малосторонское общество
- Шалякушское общество

На 1890 год численность населения волости составляла 3167 человек.
На 1905 год численность населения волости составляла 4075 человек. В волости насчитывалось 1205 лошадей, 1928 коров и 2045 голов прочего скота.
В ходе реформы административно-территориального деления СССР в 1927 году волость была упразднена. 
В настоящее время территория Большесторонской волости относится в основном к Няндомскому району Архангельской области.